# Johann Moser (Politiker, 1954)

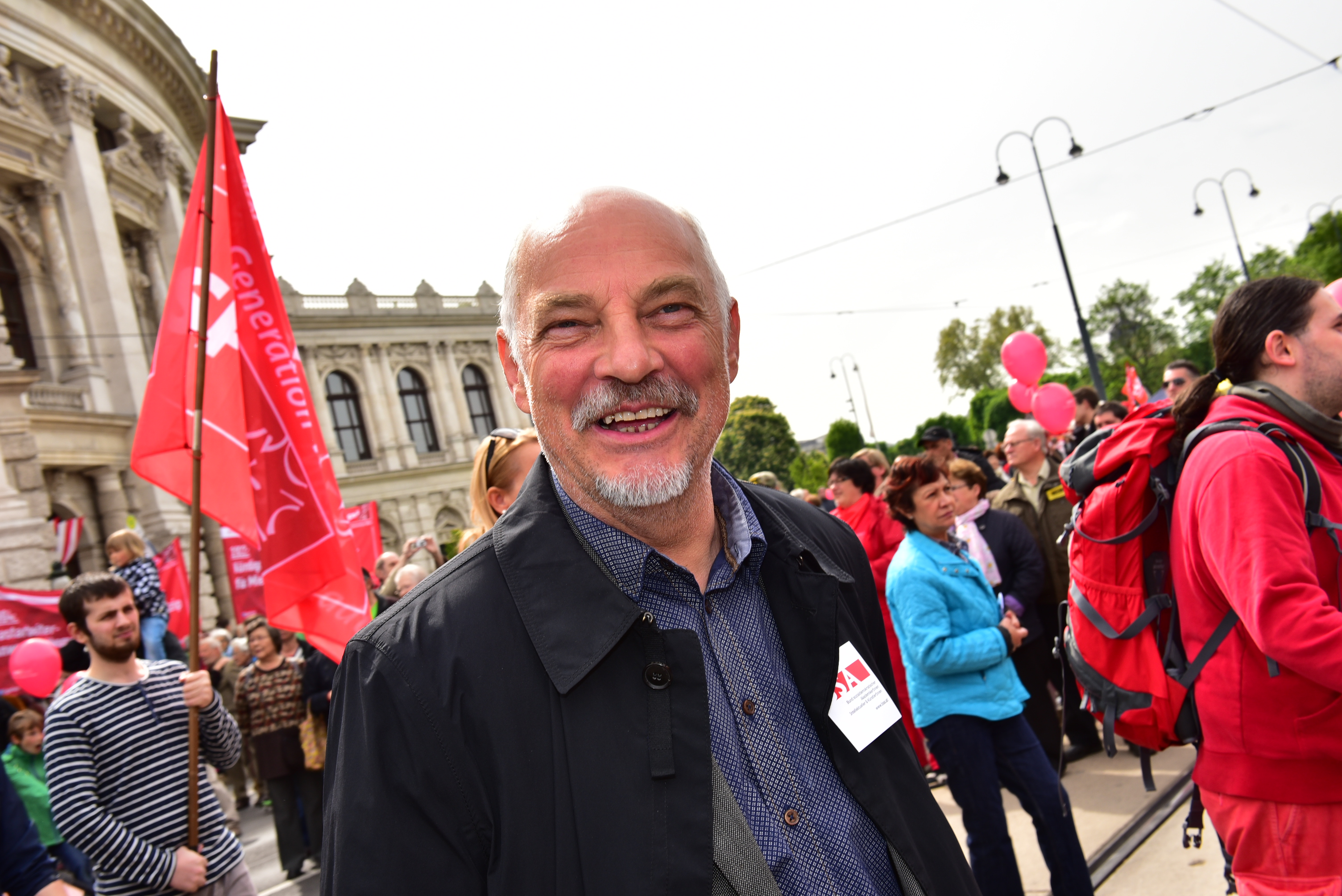
Maiaufmarsch in Wien, 2015

Johann Moser (* 3. Februar 1954 in Weiz) ist ein österreichischer Unternehmer und Politiker (SPÖ) sowie ehemaliger Abgeordneter zum Österreichischen Nationalrat.

## Ausbildung und Beruf
Johann Moser besuchte von 1960 bis 1964 die Volksschule in Weiz und im Anschluss bis 1968 die Hauptschule. Nach dem Abschluss des musisch-pädagogisches Realgymnasium 1972 studierte er bis 1979 Volkswirtschaft an der Universität Graz. 1980 leistete Moser seinen Präsenzdienst ab.
Moser war zwischen 1979 und 1983 Assistent für Volkswirtschaftslehre an der Universität Graz und arbeitete von 1982 bis 1986 als Referent für Wirtschaftspolitik für die Arbeiterkammer Steiermark. Er war von 1986 bis 1988 Assistent am Institut für Höhere Studien und wissenschaftliche Forschung und von 1988 bis 1992 Ministersekretär bei Minister Streicher. Zwischen 1992 arbeitete Moser als Geschäftsführer der Gesellschaft des Bundes für industriepolitische Maßnahmen und ist seit 2001 als Unternehmer tätig.
Heute ist er Geschäftsführer des aws (austria wirtschaftsservice), einem dem Bundesministerium für Verkehr, Innovation und Technologie unterstehenden Förderinstitut von Klein- und Mittelbetrieben.

## Politik
Johann Moser vertrat zwischen dem 20. Dezember 2002 und dem 29. Oktober 2006 die SPÖ im Nationalrat. Er war dort Wirtschaftssprecher der SPÖ und Mitverfasser des „Wirtschaftsprogrammes“ und des „Europäischen Wirtschaftsprogrammes“ der SPÖ. Nach dem Verlust seines Mandates aufgrund eines Zusammenspieles mehrerer Faktoren (minus 2 % bei der Wahl für die SPÖ, Reihung des Politikers des Liberalen Forums Alexander Zachs vor ihm auf der SPÖ-Bundesliste, ausschließliches Nachrücken von Frauen auf der Bundesliste der SPÖ bei Freiwerden der Mandate wegen der Frauenquote) zog er sich aus der aktiven Bundespolitik zurück und wurde wieder als Manager tätig. Moser ist Vorsitzender des Vereins für Gesellschafts- und Wirtschaftswissenschaften im Bund sozialdemokratischer AkademikerInnen.